# NHL 2008/09
Die Saison 2008/09 der National Hockey League war die 91. ausgespielte Saison der nordamerikanischen Eishockeyprofiliga. Die reguläre Saison begann am 4. und 5. Oktober 2008 mit jeweils zwei Auftaktpartien zwischen den Ottawa Senators und den Pittsburgh Penguins in Stockholm sowie den New York Rangers und den Tampa Bay Lightning in Prag. Die ersten Spiele in Nordamerika fanden am 9. Oktober statt. Nach Abschluss der regulären Saison, die bis zum 12. April 2009 ausgetragen wurde, begannen die Playoffs um den Stanley Cup, die am 12. Juni 2009 endeten.
Neben dem erneuten Saisonauftakt in Europa wurde am 1. Januar 2009 das dritte Freiluftspiel in der Geschichte der Liga ausgetragen, dabei trafen die Chicago Blackhawks im Wrigley Field auf die Detroit Red Wings. Das 57. NHL All-Star Game fand am 25. Januar 2009 im Centre Bell in Montréal statt.
Die Saison war die erste Spielzeit seit vier Jahren, in der jede Mannschaft mindestens einmal gegen jedes andere Franchise der Liga spielte.

## Voraussetzungen

### Regeländerungen
Wie schon in den beiden vergangenen Spielzeiten nahm die Ligaleitung erneut lediglich kleine Änderungen am Regelwerk vor. Das erste Bully eines Powerplays wird ab dieser Saison in der Verteidigungszone des Teams, das durch eine Strafe minimiert wurde, gespielt werden und nicht wie zuvor in der Zone, in der der Regelverstoß begangen wurde. Eine zweite Änderung soll die Verletzungsgefahr von Spielern beim Versuch, ein Icing zu verhindern, verringern. Somit sind beim Versuch das in Nordamerika übliche „Touch-Icing“ zu verhindern oder auszuführen nur noch Körperkontakte zwischen den gegnerischen Spielern gestattet, die dazu dienen, den Puck zu spielen, und nicht um den anderen Spieler in seinen Ausführungen zu behindern. Unnötige oder gefährliche Angriffe können somit zu Zeitstrafen führen.
Zudem wurde die in der vergangenen Saison neu eingeführte Bully-Regel, nachdem das Spielgerät die Spielfläche verlassen hat, für Schüsse auf das Tor, den Pfosten oder die Querlatte erweitert. Der Bully nach einer solchen Unterbrechung findet in der Endzone statt, in der der Puck das Spiel verlassen hat.

### Erhöhung des Salary Caps
Am 26. Juni 2008 verkündete the National Hockey League, das der Salary Cap, die durch die Liga festgesetzte Gehaltsobergrenze für Spieler, zum vierten Mal in Folge erhöht wurde. Der Maximallohn wurde für die Saison 2008/09 auf Basis des NHL Collective Bargaining Agreements auf 56.700.000 US-Dollar pro Team erhöht.

## Entry Draft
Der 46. NHL Entry Draft fand am 20. und 21. Juni 2008 im Scotiabank Place in Ottawa, Ontario, Kanada statt. Die Wahl der ersten Runde des Entry Draft wurde am ersten Tag durchgeführt, die restlichen Runden wurden am zweiten Tag gewählt. Die Auswahlreihenfolge der 14 Teams, die sich nicht für die Playoffs in der Vorsaison qualifizierten, wurde bei einer Lotterie am 8. April 2008 festgelegt, die die Tampa Bay Lightning gewannen und ihren ersten Platz als schlechtestes Team der vergangenen Spielzeit behielten.
Als großer Favorit für die Wahl als erster Spieler galt nach den im November 2006 und Januar 2007 veröffentlichten Rankings des Central Scouting Service der Kanadier Steven Stamkos. Gefolgt wurde er von den Verteidigern Drew Doughty und Zach Bogosian. Im April 2008 wurde schließlich die finale Rangliste von NHL Scouting Service ausgegeben. Wie schon in beiden Rankings zuvor, führten Stamkos, Bogosian und Doughty die Rangliste an. Hinter den drei Spielern aus der Ontario Hockey League belegten mit Tyler Myers und Luke Schenn zwei Verteidiger der Kelowna Rockets aus der Western Hockey League die folgenden Plätze. Die Spitzenposition bei den nordamerikanischen Torhüter belegte Thomas McCollum vom OHL-Team Guelph Storm. Der Russe Nikita Filatow behauptete die Spitzenposition bei den europäischen Feldspielern, gefolgt von seinem Landsmann Kirill Petrow, der innerhalb von drei Monaten um 31 Positionen aufsteigen konnte. In der Rangliste der europäischen Torhüter wechselten Jacob Markström und Harri Säteri die Positionen, den dritten Rang belegte Anders Lindbäck.
An erster Position wählten die Tampa Bay Lightning letztlich wie erwartet den kanadischen Stürmer Steven Stamkos aus. Auf den Plätzen zwei bis fünf folgten vier Verteidiger, darunter auf Rang zwei Drew Doughty, der von den Los Angeles Kings ausgewählt wurde, sowie an dritter Position Zach Bogosian. Er war der erste US-Amerikaner im Draft 2008. Als erster Europäer wurde der Russe Nikita Filitow an sechster Stelle von den Columbus Blue Jackets gedraftet. Der Däne Mikkel Bødker, an Position acht von den Phoenix Coyotes ausgewählt, war nach Lars Eller im Vorjahr erst der zweite Däne, der in der ersten Runde gedraftet wurde. Erster Torhüter im Draft war der Kanadier Chet Pickard, den die Nashville Predators an 18. Position auswählten.
Insgesamt sicherten sich die 30 Franchises die Rechte an 211 Spielern. 121 Kanadier machten dabei mehr als die Hälfte der ausgewählten Spieler aus, gefolgt von 44 US-Amerikanern. Mit 17 Spielern war Schweden das stärkste europäische Land im Draft vor Russland mit neun und Finnland mit sieben Spielern. Aus Tschechien und Norwegen wurden je drei Spieler gedraftet, während aus der Schweiz und Dänemark je zwei Spieler ausgewählt wurden. Zudem wurde je ein Spieler aus Belarus, Frankreich und Deutschland gedraftet.

### Top-5-Picks
| #  | Spieler          | Nationalität | Pos | NHL Team            | Junior Team              |
| -- | ---------------- | ------------ | --- | ------------------- | ------------------------ |
| 1. | Steven Stamkos   | Kanada       | C   | Tampa Bay Lightning | Sarnia Sting (OHL)       |
| 2. | Drew Doughty     | Kanada       | D   | Los Angeles Kings   | Guelph Storm (OHL)       |
| 3. | Zach Bogosian    | USA          | D   | Atlanta Thrashers   | Peterborough Petes (OHL) |
| 4. | Alex Pietrangelo | Kanada       | D   | St. Louis Blues     | Niagara IceDogs (OHL)    |
| 5. | Luke Schenn      | Kanada       | D   | Toronto Maple Leafs | Kelowna Rockets (WHL)    |

## Reguläre Saison

### Eröffnung in Europa
Die reguläre Saison wurde am 4. und 5. Oktober 2008 mit jeweils zwei Auftaktpartien zwischen den Ottawa Senators und den Pittsburgh Penguins in der Globenarena in Stockholm sowie den New York Rangers und den Tampa Bay Lightning in der O₂ Arena in Prag eröffnet. Die New York Rangers gewannen gegen Tampa Bay Lightning zweimal 2:1. Pittsburgh besiegte Ottawa 4:3 n. V.
Es ist nach der Auftaktpartie der Anaheim Ducks gegen die Los Angeles Kings im Londoner Millennium Dome in der vergangenen Spielzeit die zweite Saisoneröffnung der nordamerikanischen Profiliga in Europa. Die vier eröffnenden Mannschaften bestritten zudem im Vorfeld einige Vorbereitungsspiele auf europäischem Boden, wie beispielsweise die Tampa Bay Lightning, die in der neu eröffneten O2 World in Berlin gegen den Deutschen Meister Eisbären Berlin antraten.

### NHL Winter Classic 2009
Nach dem Erfolg des vergangenen NHL Winter Classic 2008 verkündeten die Verantwortlichen der Liga, auch in dieser Spielzeit ein Winter Classic unter freiem Himmel veranstalten zu wollen. Die Partie zwischen den Chicago Blackhawks und den Detroit Red Wings wurde am 1. Januar 2009 im 41.118 Zuschauer fassenden Wrigley Field in Chicago ausgetragen.

### 57. NHL All-Star Game
- Hauptartikel: 57. National Hockey League All-Star Game

Das 57. All-Star Game der National Hockey League wurde am 25. Januar 2009 im Centre Bell in Montréal, Québec ausgetragen. Die Ligaführung vergab das Spiel an die Montréal Canadiens, die 2009 ihr 100-jähriges Bestehen feierten. Wie in den vergangenen Jahren trat dabei eine Auswahl der besten Spieler der NHL Eastern Conference gegen eine Mannschaft der Western Conference an. Das nächste All-Star-Spiel wird aufgrund von Änderungen im Collective Bargaining Agreement und der Terminierung des olympischen Eishockeyturniers 2010 erst 2011 ausgetragen werden.

### Abschlusstabellen
Abkürzungen: GP = Spiele, W = Siege, L = Niederlagen, OTL = Niederlage nach Overtime bzw. Shootout, GF = Erzielte Tore, GA = Gegentore, Pts = Punkte

Erläuterungen: In Klammern befindet sich die Platzierung innerhalb der Conference;       = Playoff-Qualifikation,       = Division-Sieger,       = Conference-Sieger,       = Presidents’-Trophy-Gewinner

#### Eastern Conference
| Atlantic Division       | GP | W  | L  | OTL | GF  | GA  | Pts |
| ----------------------- | -- | -- | -- | --- | --- | --- | --- |
| New Jersey Devils (3)   | 82 | 51 | 27 | 4   | 244 | 209 | 106 |
| Pittsburgh Penguins (4) | 82 | 45 | 28 | 9   | 264 | 239 | 99  |
| Philadelphia Flyers (5) | 82 | 44 | 27 | 11  | 264 | 238 | 99  |
| New York Rangers (7)    | 82 | 43 | 30 | 9   | 210 | 218 | 95  |
| New York Islanders (15) | 82 | 26 | 47 | 9   | 201 | 279 | 61  |

| Northeast Division       | GP | W  | L  | OTL | GF  | GA  | Pts |
| ------------------------ | -- | -- | -- | --- | --- | --- | --- |
| Boston Bruins (1)        | 82 | 53 | 19 | 10  | 274 | 196 | 116 |
| Montréal Canadiens (8)   | 82 | 41 | 30 | 11  | 249 | 247 | 93  |
| Buffalo Sabres (10)      | 82 | 41 | 32 | 9   | 250 | 234 | 91  |
| Ottawa Senators (11)     | 82 | 36 | 35 | 11  | 217 | 237 | 83  |
| Toronto Maple Leafs (12) | 82 | 34 | 35 | 13  | 250 | 293 | 81  |

| Southeast Division       | GP | W  | L  | OTL | GF  | GA  | Pts |
| ------------------------ | -- | -- | -- | --- | --- | --- | --- |
| Washington Capitals (2)  | 82 | 50 | 24 | 8   | 272 | 245 | 108 |
| Carolina Hurricanes (6)  | 82 | 45 | 30 | 7   | 239 | 226 | 97  |
| Florida Panthers (9)     | 82 | 41 | 30 | 11  | 234 | 231 | 93  |
| Atlanta Thrashers (13)   | 82 | 35 | 41 | 6   | 257 | 280 | 76  |
| Tampa Bay Lightning (14) | 82 | 24 | 40 | 18  | 210 | 279 | 66  |

#### Western Conference
| Central Division          | GP | W  | L  | OTL | GF  | GA  | Pts |
| ------------------------- | -- | -- | -- | --- | --- | --- | --- |
| Detroit Red Wings (2)     | 82 | 51 | 21 | 10  | 295 | 244 | 112 |
| Chicago Blackhawks (4)    | 82 | 46 | 24 | 12  | 264 | 216 | 104 |
| St. Louis Blues (6)       | 82 | 41 | 31 | 10  | 233 | 233 | 92  |
| Columbus Blue Jackets (7) | 82 | 41 | 31 | 10  | 226 | 230 | 92  |
| Nashville Predators (10)  | 82 | 40 | 34 | 8   | 223 | 233 | 88  |

| Northwest Division      | GP | W  | L  | OTL | GF  | GA  | Pts |
| ----------------------- | -- | -- | -- | --- | --- | --- | --- |
| Vancouver Canucks (3)   | 82 | 45 | 27 | 10  | 246 | 220 | 100 |
| Calgary Flames (5)      | 82 | 46 | 30 | 6   | 254 | 248 | 98  |
| Minnesota Wild (9)      | 82 | 40 | 33 | 9   | 219 | 200 | 89  |
| Edmonton Oilers (11)    | 82 | 38 | 35 | 9   | 234 | 248 | 85  |
| Colorado Avalanche (15) | 82 | 32 | 45 | 5   | 199 | 257 | 69  |

| Pacific Division       | GP | W  | L  | OTL | GF  | GA  | Pts |
| ---------------------- | -- | -- | -- | --- | --- | --- | --- |
| San Jose Sharks (1)    | 82 | 53 | 18 | 11  | 257 | 204 | 117 |
| Anaheim Ducks (8)      | 82 | 42 | 33 | 7   | 245 | 238 | 91  |
| Dallas Stars (12)      | 82 | 36 | 35 | 11  | 230 | 257 | 83  |
| Phoenix Coyotes (13)   | 82 | 36 | 39 | 7   | 208 | 252 | 79  |
| Los Angeles Kings (14) | 82 | 34 | 37 | 11  | 207 | 234 | 79  |

### Beste Scorer
Mit 78 Vorlagen und 113 Punkten führte Jewgeni Malkin die Scorerlisten der NHL an. Bester Torschütze war Alexander Owetschkin mit 56 Treffern. In der Plus/Minus-Wertung führte David Krejčí mit einem Wert von + 37. Die meisten Powerplay-Tore erzielte Thomas Vanek, der 20 Mal in Überzahl traf. Owetschkin war mit 528 Schüssen der Spieler, der am häufigsten aufs Tor schoss. In Unterzahl war es Mike Richards, der mit sieben Toren am häufigsten traf. 21 % der Schüsse von Ryan Malone fanden den Weg ins Tor. Mit 254 Strafminuten war Daniel Carcillo in dieser Saison der böse Bube. Mike Green war mit 31 Toren und 73 Punkten der erfolgreichste Verteidiger.
Abkürzungen: GP = Spiele, G = Tore, A = Assists, Pts = Punkte, +/− = Plus/Minus, PIM = Strafminuten; Fett: Saisonbestwert

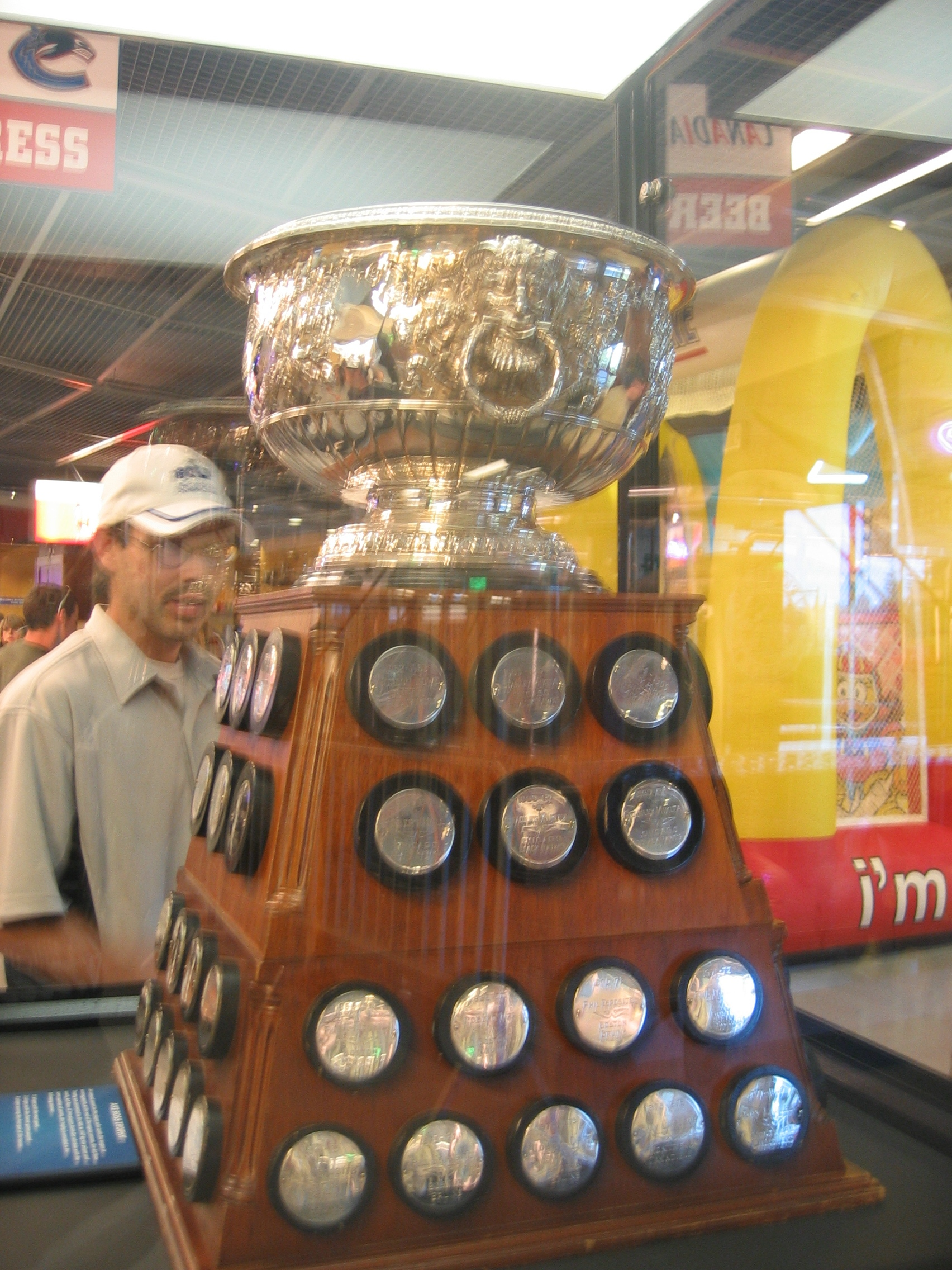
Die Art Ross Trophy für den punktbesten Spieler der regulären Saison

| Spieler              | Team       | GP | G  | A  | Pts | +/− | PIM |
| -------------------- | ---------- | -- | -- | -- | --- | --- | --- |
| Jewgeni Malkin       | Pittsburgh | 82 | 35 | 78 | 113 | +17 | 80  |
| Alexander Owetschkin | Washington | 79 | 56 | 54 | 110 | +8  | 72  |
| Sidney Crosby        | Pittsburgh | 77 | 33 | 70 | 103 | +3  | 76  |
| Pawel Dazjuk         | Detroit    | 81 | 32 | 65 | 97  | +34 | 22  |
| Zach Parise          | New Jersey | 82 | 45 | 49 | 94  | +30 | 24  |
| Ilja Kowaltschuk     | Atlanta    | 79 | 43 | 48 | 91  | −12 | 50  |
| Ryan Getzlaf         | Anaheim    | 81 | 25 | 66 | 91  | +5  | 121 |
| Jarome Iginla        | Calgary    | 82 | 35 | 54 | 89  | −2  | 37  |
| Marc Savard          | Boston     | 82 | 25 | 63 | 88  | +25 | 70  |
| Nicklas Bäckström    | Washington | 82 | 22 | 66 | 88  | +16 | 46  |

### Beste Torhüter
Abkürzungen: GP = Spiele, TOI = Eiszeit (in Minuten), W = Siege, L = Niederlagen, OTL = Overtime/Shootout-Niederlagen, GA = Gegentore, SO = Shutouts, Sv% = gehaltene Schüsse (in %), GAA = Gegentorschnitt; Fett: Saisonbestwert
| Spieler            | Team      | GP | TOI     | W  | L  | OTL | GA  | SO | Sv%  | GAA  |
| ------------------ | --------- | -- | ------- | -- | -- | --- | --- | -- | ---- | ---- |
| Tim Thomas         | Boston    | 54 | 3258:49 | 36 | 11 | 7   | 114 | 5  | .933 | 2.10 |
| Steve Mason        | Columbus  | 61 | 3663:37 | 33 | 20 | 7   | 140 | 10 | .916 | 2.29 |
| Niklas Bäckström   | Minnesota | 71 | 4088:03 | 37 | 24 | 8   | 159 | 8  | .923 | 2.33 |
| Nikolai Chabibulin | Chicago   | 42 | 2467:15 | 25 | 8  | 7   | 96  | 3  | .919 | 2.33 |
| Roberto Luongo     | Vancouver | 54 | 3181:05 | 33 | 13 | 7   | 124 | 9  | .920 | 2.34 |
| Miikka Kiprusoff   | Calgary   | 76 | 4417:59 | 45 | 24 | 5   | 209 | 4  | .903 | 2.84 |

### Beste Rookiescorer
Mit 31 Toren und 57 Punkten führte Bobby Ryan die Rookies als bester Scorer an. Bester Vorlagengeber war Kris Versteeg mit 31 Assists. In der Plus/Minus-Wertung führte Blake Wheeler mit einem Wert von + 36. Die meisten Powerplay-Tore erzielte Bobby Ryan, der zwölf Mal in Überzahl traf. Steven Stamkos war mit 181 Schüssen der Spieler, der am häufigsten aufs Tor schoss. In Unterzahl war es Kris Versteeg, der mit vier Toren am häufigsten traf. 17,8 % der Schüsse von Bobby Ryan fanden den Weg ins Tor. Mit 150 Strafminuten war Derek Dorsett in dieser Saison der böse Bube unter den Rookies. Drew Doughty und Matt Hunwick waren mit 27 Punkten die erfolgreichsten Verteidiger.
Abkürzungen: GP = Spiele, G = Tore, A = Assists, Pts = Punkte, +/− = Plus/Minus, PIM = Strafminuten
| Spieler           | Team      | GP | G  | A  | Pts | +/− | PIM |
| ----------------- | --------- | -- | -- | -- | --- | --- | --- |
| Bobby Ryan        | Anaheim   | 64 | 31 | 26 | 57  | +13 | 33  |
| Kris Versteeg     | Chicago   | 78 | 22 | 31 | 53  | +15 | 55  |
| Michail Hrabouski | Toronto   | 78 | 20 | 28 | 48  | −8  | 92  |
| Patrik Berglund   | St. Louis | 76 | 21 | 26 | 47  | −19 | 16  |
| Steven Stamkos    | Tampa Bay | 79 | 23 | 23 | 46  | −13 | 39  |

## Stanley-Cup-Playoffs
|  | Conference-Viertelfinale                              | Conference-Viertelfinale | Conference-Viertelfinale |                    | Conference-Halbfinale | Conference-Halbfinale | Conference-Halbfinale |                     |                   | Conference-Finale | Conference-Finale | Conference-Finale |  |  | Stanley-Cup-Finale | Stanley-Cup-Finale | Stanley-Cup-Finale |
|  |                                                       |                          |                          |                    |                       |                       |                       |                     |                   |                   |                   |                   |  |  |                    |                    |                    |
|  | 1                                                     | Boston Bruins            | 4                        |                    | 1                     | Boston Bruins         | 3                     |                     |                   |                   |                   |                   |  |  |                    |                    |                    |
|  | 8                                                     | Canadiens de Montréal    | 0                        | 6                  | Carolina Hurricanes   | 4                     |                       |                     |                   |                   |                   |                   |  |  |                    |                    |                    |
|  |                                                       |                          |                          |                    |                       |                       |                       |                     |                   |                   |                   |                   |  |  |                    |                    |                    |
|  | 2                                                     | Washington Capitals      | 4                        | Eastern Conference | Eastern Conference    | Eastern Conference    |                       |                     |                   |                   |                   |                   |  |  |                    |                    |                    |
|  | 2                                                     | Washington Capitals      | 4                        | Eastern Conference | Eastern Conference    | Eastern Conference    |                       |                     |                   |                   |                   |                   |  |  |                    |                    |                    |
|  | 7                                                     | New York Rangers         | 3                        |                    |                       |                       |                       |                     |                   |                   |                   |                   |  |  |                    |                    |                    |
|  | 7                                                     | New York Rangers         | 3                        | 6                  | Carolina Hurricanes   | 0                     |                       |                     |                   |                   |                   |                   |  |  |                    |                    |                    |
|  |                                                       |                          |                          | 6                  | Carolina Hurricanes   | 0                     |                       |                     |                   |                   |                   |                   |  |  |                    |                    |                    |
|  |                                                       | 4                        | Pittsburgh Penguins      | 4                  |                       |                       |                       |                     |                   |                   |                   |                   |  |  |                    |                    |                    |
|  | 3                                                     | 4                        | Pittsburgh Penguins      | 4                  | New Jersey Devils     | 3                     |                       |                     |                   |                   |                   |                   |  |  |                    |                    |                    |
|  | 3                                                     |                          |                          |                    | New Jersey Devils     | 3                     |                       |                     |                   |                   |                   |                   |  |  |                    |                    |                    |
|  | 6                                                     | Carolina Hurricanes      | 4                        |                    |                       |                       |                       |                     |                   |                   |                   |                   |  |  |                    |                    |                    |
|  | 6                                                     | Carolina Hurricanes      | 4                        |                    |                       |                       |                       |                     |                   |                   |                   |                   |  |  |                    |                    |                    |
|  |                                                       |                          |                          |                    |                       |                       |                       |                     |                   |                   |                   |                   |  |  |                    |                    |                    |
|  | 4                                                     | Pittsburgh Penguins      | 4                        | 2                  | Washington Capitals   | 3                     |                       |                     |                   |                   |                   |                   |  |  |                    |                    |                    |
|  | 4                                                     | Pittsburgh Penguins      | 4                        | 2                  | Washington Capitals   | 3                     |                       |                     |                   |                   |                   |                   |  |  |                    |                    |                    |
|  | 5                                                     | Philadelphia Flyers      | 2                        | 4                  | Pittsburgh Penguins   | 4                     |                       |                     |                   |                   |                   |                   |  |  |                    |                    |                    |
|  | 5                                                     | Philadelphia Flyers      | 2                        | 4                  | Pittsburgh Penguins   | 4                     | E4                    | Pittsburgh Penguins | 4                 |                   |                   |                   |  |  |                    |                    |                    |
|  | (Die Teams werden nach der ersten Runde neu gesetzt.) |                          |                          |                    |                       |                       | E4                    | Pittsburgh Penguins | 4                 |                   |                   |                   |  |  |                    |                    |                    |
|  |                                                       | W2                       | Detroit Red Wings        | 3                  |                       |                       |                       |                     |                   |                   |                   |                   |  |  |                    |                    |                    |
|  | 1                                                     | W2                       | Detroit Red Wings        | 3                  | San Jose Sharks       | 2                     |                       | 2                   | Detroit Red Wings | 4                 |                   |                   |  |  |                    |                    |                    |
|  | 1                                                     |                          |                          |                    | San Jose Sharks       | 2                     |                       | 2                   | Detroit Red Wings | 4                 |                   |                   |  |  |                    |                    |                    |
|  | 8                                                     | Anaheim Ducks            | 4                        | 8                  | Anaheim Ducks         | 3                     |                       |                     |                   |                   |                   |                   |  |  |                    |                    |                    |
|  | 8                                                     | Anaheim Ducks            | 4                        | 8                  | Anaheim Ducks         | 3                     |                       |                     |                   |                   |                   |                   |  |  |                    |                    |                    |
|  |                                                       |                          |                          |                    |                       |                       |                       |                     |                   |                   |                   |                   |  |  |                    |                    |                    |
|  | 2                                                     | Detroit Red Wings        | 4                        |                    |                       |                       |                       |                     |                   |                   |                   |                   |  |  |                    |                    |                    |
|  | 2                                                     | Detroit Red Wings        | 4                        |                    |                       |                       |                       |                     |                   |                   |                   |                   |  |  |                    |                    |                    |
|  | 7                                                     | Columbus Blue Jackets    | 0                        |                    |                       |                       |                       |                     |                   |                   |                   |                   |  |  |                    |                    |                    |
|  | 7                                                     | Columbus Blue Jackets    | 0                        | 2                  | Detroit Red Wings     | 4                     |                       |                     |                   |                   |                   |                   |  |  |                    |                    |                    |
|  |                                                       |                          |                          | 2                  | Detroit Red Wings     | 4                     |                       |                     |                   |                   |                   |                   |  |  |                    |                    |                    |
|  |                                                       | 4                        | Chicago Blackhawks       | 1                  |                       |                       |                       |                     |                   |                   |                   |                   |  |  |                    |                    |                    |
|  | 3                                                     | 4                        | Chicago Blackhawks       | 1                  | Vancouver Canucks     | 4                     |                       |                     |                   |                   |                   |                   |  |  |                    |                    |                    |
|  | 3                                                     |                          |                          |                    | Vancouver Canucks     | 4                     |                       |                     |                   |                   |                   |                   |  |  |                    |                    |                    |
|  | 6                                                     | St. Louis Blues          | 0                        | Western Conference | Western Conference    | Western Conference    |                       |                     |                   |                   |                   |                   |  |  |                    |                    |                    |
|  | 6                                                     | St. Louis Blues          | 0                        | Western Conference | Western Conference    | Western Conference    |                       |                     |                   |                   |                   |                   |  |  |                    |                    |                    |
|  |                                                       |                          |                          |                    |                       |                       |                       |                     |                   |                   |                   |                   |  |  |                    |                    |                    |
|  | 4                                                     | Chicago Blackhawks       | 4                        | 3                  | Vancouver Canucks     | 2                     |                       |                     |                   |                   |                   |                   |  |  |                    |                    |                    |
|  | 5                                                     | Calgary Flames           | 2                        | 4                  | Chicago Blackhawks    | 4                     |                       |                     |                   |                   |                   |                   |  |  |                    |                    |                    |

## NHL Awards und vergebene Trophäen
- Hauptartikel: NHL Awards 2009

| Auszeichnung                       | Spieler                   | Team                  |
| ---------------------------------- | ------------------------- | --------------------- |
| Art Ross Trophy                    | Jewgeni Malkin            | Pittsburgh Penguins   |
| Bill Masterton Memorial Trophy     | Steve Sullivan            | Nashville Predators   |
| Calder Memorial Trophy             | Steve Mason               | Columbus Blue Jackets |
| Conn Smythe Trophy                 | Jewgeni Malkin            | Pittsburgh Penguins   |
| Frank J. Selke Trophy              | Pawel Dazjuk              | Detroit Red Wings     |
| Hart Memorial Trophy               | Alexander Owetschkin      | Washington Capitals   |
| Jack Adams Award                   | Claude Julien             | Boston Bruins         |
| James Norris Memorial Trophy       | Zdeno Chára               | Boston Bruins         |
| King Clancy Memorial Trophy        | Ethan Moreau              | Edmonton Oilers       |
| Lady Byng Memorial Trophy          | Pawel Dazjuk              | Detroit Red Wings     |
| Lester B. Pearson Award            | Alexander Owetschkin      | Washington Capitals   |
| Lester Patrick Trophy              | Mark Messier              |                       |
| Lester Patrick Trophy              | Mike Richter              |                       |
| Lester Patrick Trophy              | Jim Devellano             |                       |
| Mark Messier Leadership Award      | Jarome Iginla             | Calgary Flames        |
| Maurice ‚Rocket‘ Richard Trophy    | Alexander Owetschkin      | Washington Capitals   |
| NHL Foundation Player Award        | Rick Nash                 | Columbus Blue Jackets |
| NHL Lifetime Achievement Award     | Jean Béliveau             |                       |
| NHL Plus/Minus Award (inoffiziell) | David Krejčí              | Boston Bruins         |
| Roger Crozier Saving Grace Award   | Tim Thomas                | Boston Bruins         |
| Vezina Trophy                      | Tim Thomas                | Boston Bruins         |
| William M. Jennings Trophy         | Tim Thomas                | Boston Bruins         |
| William M. Jennings Trophy         | Manny Fernandez           | Boston Bruins         |
| Presidents’ Trophy                 | Presidents’ Trophy        | San Jose Sharks       |
| Prince of Wales Trophy             | Prince of Wales Trophy    | Pittsburgh Penguins   |
| Clarence S. Campbell Bowl          | Clarence S. Campbell Bowl | Detroit Red Wings     |
| Stanley Cup                        | Stanley Cup               | Pittsburgh Penguins   |

### NHL All-Star Teams

#### NHL First All-Star Team
Abkürzungen: GP = Spiele, G = Tore, A = Assists, Pts = Punkte, W = Siege, SO = Shutouts, GAA = Gegentorschnitt
| Spieler              | Position      | Team                | GP | G  | A  | Pts |
| -------------------- | ------------- | ------------------- | -- | -- | -- | --- |
| Jewgeni Malkin       | Center        | Pittsburgh Penguins | 82 | 35 | 78 | 113 |
| Alexander Owetschkin | Flügelstürmer | Washington Capitals | 79 | 56 | 54 | 110 |
| Jarome Iginla        | Flügelstürmer | Calgary Flames      | 82 | 35 | 54 | 89  |
| Mike Green           | Verteidiger   | Washington Capitals | 68 | 31 | 42 | 73  |
| Zdeno Chára          | Verteidiger   | Boston Bruins       | 80 | 19 | 31 | 50  |

| Spieler    | Position | Team          | GP | W  | SO | GAA  |
| ---------- | -------- | ------------- | -- | -- | -- | ---- |
| Tim Thomas | Torhüter | Boston Bruins | 54 | 36 | 5  | 2,10 |

#### NHL Second All-Star Team

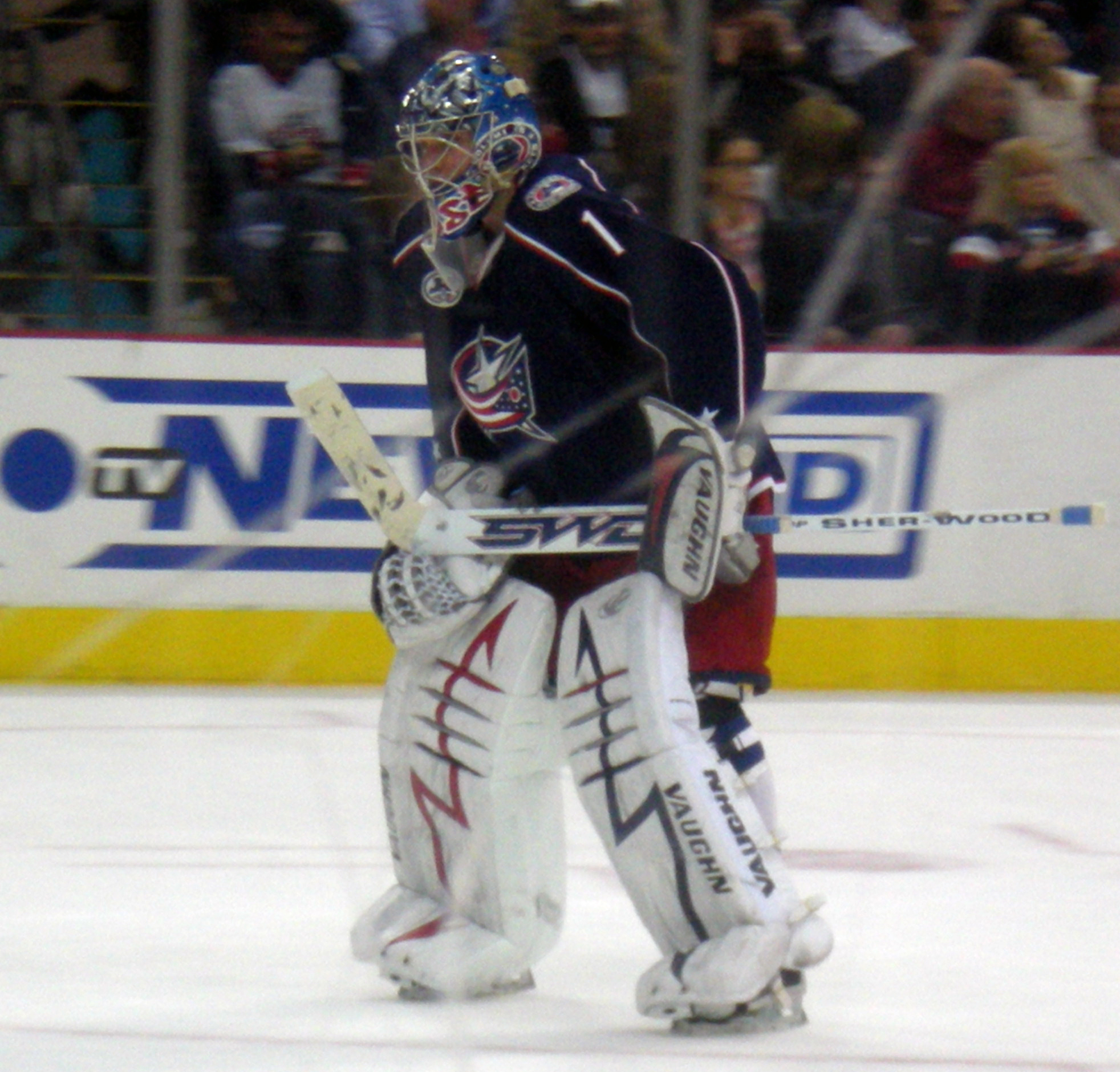
Steve Mason beendete in dieser Saison zehn Begegnungen ohne Gegentor

Abkürzungen: GP = Spiele, G = Tore, A = Assists, Pts = Punkte, W = Siege, SO = Shutouts, GAA = Gegentorschnitt
| Spieler          | Position      | Team              | GP | G  | A  | Pts |
| ---------------- | ------------- | ----------------- | -- | -- | -- | --- |
| Pawel Dazjuk     | Center        | Detroit Red Wings | 81 | 32 | 65 | 97  |
| Zach Parise      | Flügelstürmer | New Jersey Devils | 82 | 45 | 49 | 94  |
| Marián Hossa     | Flügelstürmer | Detroit Red Wings | 74 | 40 | 31 | 71  |
| Dan Boyle        | Verteidiger   | San Jose Sharks   | 77 | 16 | 41 | 57  |
| Nicklas Lidström | Verteidiger   | Detroit Red Wings | 78 | 16 | 43 | 59  |

| Spieler     | Position | Team                  | GP | W  | SO | GAA  |
| ----------- | -------- | --------------------- | -- | -- | -- | ---- |
| Steve Mason | Torhüter | Columbus Blue Jackets | 61 | 33 | 10 | 2,29 |

#### NHL All-Rookie Team
Abkürzungen: GP = Spiele, G = Tore, A = Assists, Pts = Punkte, W = Siege, SO = Shutouts, GAA = Gegentorschnitt
| Spieler         | Position    | Team                | GP | G  | A  | Pts |
| --------------- | ----------- | ------------------- | -- | -- | -- | --- |
| Patrik Berglund | Stürmer     | St. Louis Blues     | 76 | 21 | 26 | 47  |
| Bobby Ryan      | Stürmer     | Anaheim Ducks       | 64 | 31 | 26 | 57  |
| Kris Versteeg   | Stürmer     | Chicago Blackhawks  | 78 | 22 | 31 | 53  |
| Drew Doughty    | Verteidiger | Los Angeles Kings   | 81 | 6  | 21 | 27  |
| Luke Schenn     | Verteidiger | Toronto Maple Leafs | 70 | 2  | 12 | 14  |

| Spieler     | Position | Team                  | GP | W  | SO | GAA  |
| ----------- | -------- | --------------------- | -- | -- | -- | ---- |
| Steve Mason | Torhüter | Columbus Blue Jackets | 61 | 33 | 10 | 2,29 |